# Великокучурівська сільська територіальна громада
Великокучурівська сільська громада — територіальна громада України, у Чернівецькому районі Чернівецької області. Адміністративний центр — село Великий Кучурів.
Площа громади — 98,06 км², населення — 13 882 мешканці (2018).
Утворена в рамках адміністративно-територіальної реформи 2015 року. До складу громади ввійшли Великокучурівська, Снячівська та Тисовецька сільські ради Сторожинецького району, які 27 липня 2015 року ухвалили рішення про добровільне об'єднання громад. А 14 серпня утворення громади затверджене рішенням обласної ради.

## Населені пункти
До складу громади входять 5 сіл:
- Великий Кучурів
- Глибочок
- Годилів
- Снячів
- Тисовець